# Yves Jeanneret
Pour les articles homonymes, voir Jeanneret.
Yves Jeanneret (né le 14 décembre 1951 à Bry-sur-Marne et mort le 25 mai 2020 à Bry-sur-Marne) est un enseignant-chercheur français spécialisé en sciences de l'information et de la communication.  

## Biographie
Ancien élève de l'École normale supérieure (promotion 1972), Yves Jeanneret passe l'agrégation de lettres classiques ainsi qu'un doctorat en littérature et civilisation française consacré à l'œuvre de Romain Rolland (Université Paris III, 1982). Il obtient son habilitation à diriger des recherches à l'Université Paris VII en 1996.
Yves Jeanneret commence sa carrière comme professeur de lettres au collège et au lycée. Il entre ensuite dans l'enseignement supérieur, d'abord comme maître de conférences puis comme professeur. Il enseigne successivement à l'École nationale supérieure des télécommunications, à l'Université Lille-III, à l'Université d'Avignon, puis à l'École des hautes études en sciences de l'information et de la communication - Celsa.
Il dirige des équipes de recherche (GRIPIC au CELSA, UMR LaLIC à l'Université Paris-Sorbonne) et assure la responsabilité de masters (« Stratégie du développement culturel » à l'Université d'Avignon) et de chaires (« Innovation dans la communication et les médias » au CELSA)[source secondaire souhaitée].  
Il occupe également des positions éditoriales : co-rédacteur en chef de Communication et langages (Necplus) avec Emmanuël Souchier ; membre du Comité éditorial de Culture et musées ; membre du Comité scientifique de Études de communication ; directeur de la collection « Communication, médiation et construits sociaux » chez Hermes-Lavoisier[source secondaire souhaitée].  
À partir de 2010, il participe à l'émergence de « La nouvelle école française de la pensée de la  trace » en publiant l'évolution de sa recherche sur ce sujet dans chacun des quatre premiers volumes de la série L'Homme-trace édité par le CNRS et en contribuant à  la dynamique du Laboratory On Human Trace Complex Systems Digital Campus Unesco (en) dans lequel il oriente progressivement ses recherches sur l'analyse des traces du social médiatisées.

## Travaux
Les objets de recherche d’Yves Jeanneret sont assez variés (la critique littéraire, la vulgarisation des sciences, les écrits d’écran, les lieux de la culture, etc.).

## Publications
- Critique de la trivialité : les médiations de la communication, enjeu de pouvoir, Paris, Éditions Non Standard, 2014, 784 p. (ISBN 978-2-9542852-5-2)
- Where is Mona Lisa? et autres lieux de la culture, Paris, Le Cavalier Bleu, coll. « Lieux de... », 2011, 175 p. (ISBN 978-2-84670-346-8). Compte rendu dans Les Clionautes, 2011, par Xavier Leroux
- Penser la trivialité. Volume 1, La vie triviale des êtres culturels, Paris, Lavoisier & Hermes-sciences, coll. « Communication, médiation et construits sociaux », 2008, 267 p. (ISBN 978-2-7462-1878-9). Compte-rendu dans Nouveaux actes sémiotiques, 2009, par Véronique Madelon
- Lire, écrire, récrire : objets, signes et pratiques des médias informatisés, avec Emmanuël Souchier et Joëlle Le Marec (dir.), Paris, Bibliothèque publique d’information, 2003, 349 p.
- Y a-t-il (vraiment) des technologies de l'information?, Villeneuve d'Ascq, Presses universitaires du Septentrion, coll. « Savoirs mieux », 2000, 134 p. (ISBN 2-85939-632-2, lire en ligne) 2e éd. : 2007
- L'affaire Sokal, ou la querelle des impostures, Paris, Presses universitaires de France, coll. « Science, histoire et société », 1998, 274 p. (ISBN 2-13-049607-5) 2e éd. : 1999. Compte-rendu dans L'homme nº157, 2001 par Christian Ghasarian et par Bernadette Lizet
- Hermès au carrefour. Éléments d’analyse littéraire de la culture triviale, Paris, Université de Paris VII, mémoire pour l'Habilitation à diriger des recherches sous la direction d'Anne-Marie Christin, 1996, 269 p.
- Écrire la science. Formes et enjeux de la vulgarisation, Paris, Presses universitaires de France, coll. « Science, histoire et société », 1994, 398 p. (ISBN 2-13-046185-9)
- Conversations racontées : Mme de Lafayette, Stendhal, Flaubert, Proust, Paris, Quintette, coll. « Expliquer les textes », 1990, 80 p. (ISBN 2-86850-032-3)
- Un demi-siècle de réception critique de l'œuvre de Romain Rolland en France, 1898-1945, Paris, Université de Paris III, Thèse de 3e cycle en Littérature française sous la direction de Roger Fayolle, 1982, 585 p.
- Le Théâtre de la révolution de Romain Rolland. Dramaturgie révolutionnaire ou dramaturgie utopique, Paris, ÉNS, mémoire de recherche sous la direction de Roger Fayolle, 1976, 91 p.